# Ebuild

Un fichier ebuild est un script bash écrit pour l'utilitaire Portage de Gentoo Linux qui décrit les étapes à suivre pour récupérer les sources d'un programme, les compiler puis les installer. Il s'agit essentiellement d'une couche d'abstraction par rapport au classique :
- ./configure
- make
- make install

Qui permet de compiler puis d'installer une application manuellement.
Chaque application dans l'arborescence de portage possède autant d'ebuilds que de versions disponibles, les fichiers ebuild étant nommés par « nom-version.ebuild ». La commande « emerge nom_du_programme » installe de manière automatique la dernière version stable du programme, en s'appuyant sur le fichier ebuild correspondant. De manière générale, un ebuild permet d'installer une application à partir d'une ou plusieurs sources, bien que les ebuilds gèrent aussi les fichiers binaires. D'autres ebuilds installent des meta-paquets ou paquets virtuels. Voici un exemple d'ebuild pour le logiciel Beep :
```
# Copyright 1999-2007 Gentoo Foundation
# Distributed under the terms of the GNU General Public License v2
# $Header: /var/cvsroot/gentoo-x86/app-misc/beep/beep-1.2.2-r1.ebuild,v 1.7 2007/04/15 19:50:32 corsair Exp $

inherit eutils base

DESCRIPTION="the advanced PC speaker beeper"
HOMEPAGE="http://www.johnath.com/beep/"
SRC_URI="http://www.johnath.com/beep/${P}.tar.gz"

LICENSE="GPL-2"
SLOT="0"
KEYWORDS="alpha amd64 ppc ppc64 sparc x86"
IUSE=""

PATCHES="${FILESDIR}/${P}-nosuid.patch"

src_compile() {
    emake FLAGS="${CFLAGS}" || die "compile problem"
}

src_install() {
    dobin beep
    fperms 0711 /usr/bin/beep
    doman beep.1.gz
    dodoc CHANGELOG CREDITS README
}

```